# Lozuvatka, Mala Vîska
Lozuvatka (în ucraineană Лозуватка) este localitatea de reședință a comunei Lozuvatka din raionul Mala Vîska, regiunea Kirovohrad, Ucraina.

## Demografie
Componența lingvistică a localității Lozuvatka
     Ucraineană (97,07%)
     Rusă (1,63%)
     Alte limbi (1,2%)
Conform recensământului din 2001, majoritatea populației localității Lozuvatka era vorbitoare de ucraineană (97,07%), existând în minoritate și vorbitori de rusă (1,63%).